# Неяшмич, Дарко
Да́рко Нея́шмич (хорв. Darko Nejašmić; 25 января 1999 года, Сплит, Хорватия) — хорватский футболист, полузащитник хорватского клуба «Осиек».

## Клубная карьера
Дарко Неяшмич является воспитанником «Хайдук Сплит». За вторую команду дебютировал в матче против «Кустошии». Свой первый гол Дарко забил в ворота «Новиграда». Всего за 2 сезона в дубле Хайдука Неяшмич сыграл 38 матчей и забил 3 мяча.
За основную команду дебютировал в матче против «Орлоника» в Кубке Хорватии. В чемпионате Хорватии дебютировал в матче против «Рудеша». Свой первый гол за «Хайдук» Дарко Неяшмич забил в матче против «Истра 1961». Всего за три сезона в Сплите Неяшмич сыграл 69 матчей, где забил 3 мяча.
В 2021 был отдан в аренду «Осиеку». За клуб дебютировал в матче против «Шибеника». Свой первый гол за «Осиек» Дарко Неяшмич забил в матче против «Драговоляца». 1 июля был выкуплен клубом за 1,25 миллионов евро.

## Карьера в сборной
За сборную Хорватии до 19 лет Дарко Неяшмич сыграл 4 матча, где забил гол. За сборную до 20 лет Неясмич сыграл также 4 матча, где забил два гола. За молодёжную сборную дебютировал в матче против ОАЭ. Свои единственные голы в молодёжной сборной Дарко Неяшмич забил в ворота Сан-Марино. На молодёжном чемпионате Европы был в запасе, но на поле так и не вышел. Всего за сборную сыграл 8 матчей, где забил два гола.

## Статистика карьеры
| Клуб             | Сезон            | Лига             | Лига  | Лига | Кубок | Кубок | Еврокубки | Еврокубки | Всего | Всего |
| Клуб             | Сезон            | Чемпионаты       | Матчи | Голы | Матчи | Голы  | Матчи     | Голы      | Матчи | Голы  |
| ---------------- | ---------------- | ---------------- | ----- | ---- | ----- | ----- | --------- | --------- | ----- | ----- |
| Хайдук Сплит II  | 2017/18          | Вторая лига      | 28    | 3    | —     | —     | —         | —         | 28    | 3     |
| Хайдук Сплит II  | 2018/19          | Вторая лига      | 10    | 0    | —     | —     | —         | —         | 10    | 0     |
| Хайдук Сплит II  | Всего            | Всего            | 38    | 3    | —     | —     | —         | —         | 38    | 3     |
| Хайдук Сплит     | 2017/18          | Первая лига      | 0     | 0    | 1     | 0     | 0         | 0         | 1     | 0     |
| Хайдук Сплит     | 2018/19          | Первая лига      | 21    | 1    | 2     | 0     | 0         | 0         | 23    | 1     |
| Хайдук Сплит     | 2019/20          | Первая лига      | 25    | 2    | 0     | 0     | 1         | 0         | 26    | 2     |
| Хайдук Сплит     | 2020/21          | Первая лига      | 17    | 0    | 0     | 0     | 2         | 0         | 19    | 0     |
| Хайдук Сплит     | Всего            | Всего            | 63    | 3    | 3     | 0     | 3         | 0         | 69    | 3     |
| Осиек (аренда)   | 2021/22          | Первая лига      | 27    | 3    | 2     | 0     | 3         | 0         | 32    | 3     |
| Осиек (аренда)   | Всего            | Всего            | 27    | 3    | 2     | 0     | 3         | 0         | 32    | 3     |
| Осиек            | 2022/23          | Первая лига      | 19    | 0    | 1     | 0     | 2         | 0         | 22    | 0     |
| Осиек            | Всего            | Всего            | 19    | 0    | 1     | 0     | 2         | 0         | 22    | 0     |
| Всего за карьеру | Всего за карьеру | Всего за карьеру | 147   | 9    | 6     | 0     | 8         | 0         | 161   | 9     |